# Dzsikkjó Powerful Pro jakjú ’97 kaimaku-ban
A Dzsikkjó Powerful Pro jakjú ’97 kaimaku-ban baseball-videójáték, a Dzsikkjó Powerful Pro jakjú sorozat mellékjátéka, melyet a Diamond Head fejlesztett és a Konami jelentetett meg. A játék 1997. augusztus 28-án jelent meg PlayStation otthoni videójáték-konzolra. A ’97 kaimaku-ban a sorozat harmadik PlayStation-játéka, az első melyben szerepel a Success mód.
Eredetileg a PlayStation-kiadással párhuzamosan egy Sega Saturn-verzió is megjelent volna, azonban az végül csak 1997. december 7-én jelent meg, Dzsikkjó Powerful Pro jakjú S címmel.

## Áttekintés
A játék Success módja a Super Famicomra megjelent Dzsikkjó Powerful Pro jakjú 3 történetének kibővített átirata. A játékosnak a létrehozott szereplőjével egy baseballcsapat második számú keretéből kell kinevezést szereznie az első számú csapatba, három éven belül. A játékosok a 3-mal ellentétben, a 4-hez hasonlóan dobójátékosokat is létrehozhatnak. Ha a játékos sikeresen teljesíti a játékmódot, akkor az adott szereplőt a többi játékmódban is használhatja, illetve a játékosjelszó-rendszer segítségével a Super Famicomos 3, ’96 kaimaku-ban és 3 ’97 haru, a Sega Saturnos S, illetve a játéktermi EX játékokba is átviheti. A Super Famicomos címekbe dobójátékosok nem, kizárólag mezőnyjátékosok importálhatóak. Ebben a kiadásban nem büntetik a játékosokat a játékmód nem rendeltetésszerű elhagyásáért, így könnyebb jobb játékosokat létrehozni, mint a Super Famicomos címeken.

## Szereplők
Félkövérrel szedve a 3-ban megjelent szereplők.
- Főszereplő

Második számú csapatban szereplő játékos, akinek célja, hogy három éven belül felhívják az első számú csapatba.
- Aszó (麻生?)

A főszereplővel egyidőben, egy körrel később igazolja le ugyanaz a csapat, amelyik a játékos szereplőjét is. Teljesítménye a főhőssel párhuzamosan fejlődik. Jellemvonásait tekintve az először a 4-ben megjelent Ikari Mamoru mása, habár sokkal kevésbé magabiztos. Aszó Ikarival ellentétben nem lett a sorozat állandó visszatérő szereplője, először a 2003 decemberében megjelent 10 csó kettei-ban 2003 Memorialban tért vissza.
- Abata Kijosi (阿畑きよし?)

A kanszai régióban született dobó. Teljesítménye a főhőssel párhuzamosan fejlődik. A sorozat visszatérő szereplője.
- Tanida (谷田?)

A főhős előtt, a Pavafuru Középiskolából igazolta le az a csapat, melyben a játékos szereplője is játszik. Az 5-ben is szerepel.
- Szaga (佐賀?)

A főhős előtt igazolta le az a csapat, melyben a játékos szereplője is játszik. Kissé cinikus, azonban ennek ellenére kedves a játékos szereplőjével. A ’98 kaimaku-banban a rivális Onigasima csapatának tagja.
- Kanno (菅野?)

Szagához hasonlóan a főhős előtt igazolta le az a csapat, melyben a játékos szereplője is játszik, valamint a ’98 kaimaku-banban a rivális Onigasima csapatának tagja.
- Dr. Daidzsóbu (ダイジョーブ博士?)

A sorozat visszatérő szereplője, aki véletlenszerűen bukkan fel a játék során. Ettől az epizódból kezdi biztatni a játékos szereplőjét arra, hogy hagyja, hogy kísérletezzen rajta.
- Toi Tecuo (戸井鉄男?)

Kiemelkedő újonc, akit a főhős után, a Pavafuru Középiskolából igazolta le az a csapat, melyben a játékos szereplője is játszik. Ugyanabban a pozícióban játszik, mint a játékos szereplője. Toi az 5 főhőse. ’98 kaimaku-banban a rivális Pavafuru Középiskola cleanup hittere.
- Ucsimoto edző (内本コーチ?)

A főszereplő csapatának második számú keretének edzője. Keményen megdolgoztatja a játékosokat, a futás a rögeszméje.
- Vezetőedző

A főszereplő csapatának második számú keretének vezetőedzője.
- Barátnő-jelöltek

Több női szereplő, akiknek a játékos szereplője udvarolhat. A legtöbbjük a Tokimeki Memorial randiszimulátor-sorozat szereplőinek paródiája.

## Dzsikkjó Powerful Pro jakjú S
A Dzsikkjó Powerful Pro jakjú S a Dzsikkjó Powerful Pro jakjú ’97 kaimaku-ban Sega Saturn-átirata, amely 1997. december 4-én jelent meg. Az S a sorozat második saturnos tagja a ’95 kaimaku-ban után. A játék eredetileg a PlayStation-kiadással párhuzamosan, ugyanazon címmel jelent volna meg, azonban mivel a Saturn-verzió megjelenését többször is elhalasztották, ezért a címét is megváltoztatták.

## Fogadtatás
A játék PlayStation-verzióját 29/40-es összpontszámmal értékelték a Famicú japán szaklap írói. Az S-t a japán Sega Saturn Magazine irói 7/7/7-es pontszámokkal díjazták.
A PlayStation-kiadásból megjelenésének évében 488 309 példányt adtak el Japánban, ezzel az év huszadik legkelendőbb játéka volt. A Sega Saturn-verzióból 11 431 példányt adtak el Japánban. A játék elnyerte PlayStation Awards-díjátadó aranydíját, mivel a PlayStation-kiadásból több mint 500 000 példányt szállítottak le belőle.

## További információ
- A sorozat weboldala (japánul)